# 比謝爾巴赫河 (卡爾河支流)
50°7′17.19″N 9°18′43.25″E / 50.1214417°N 9.3120139°E

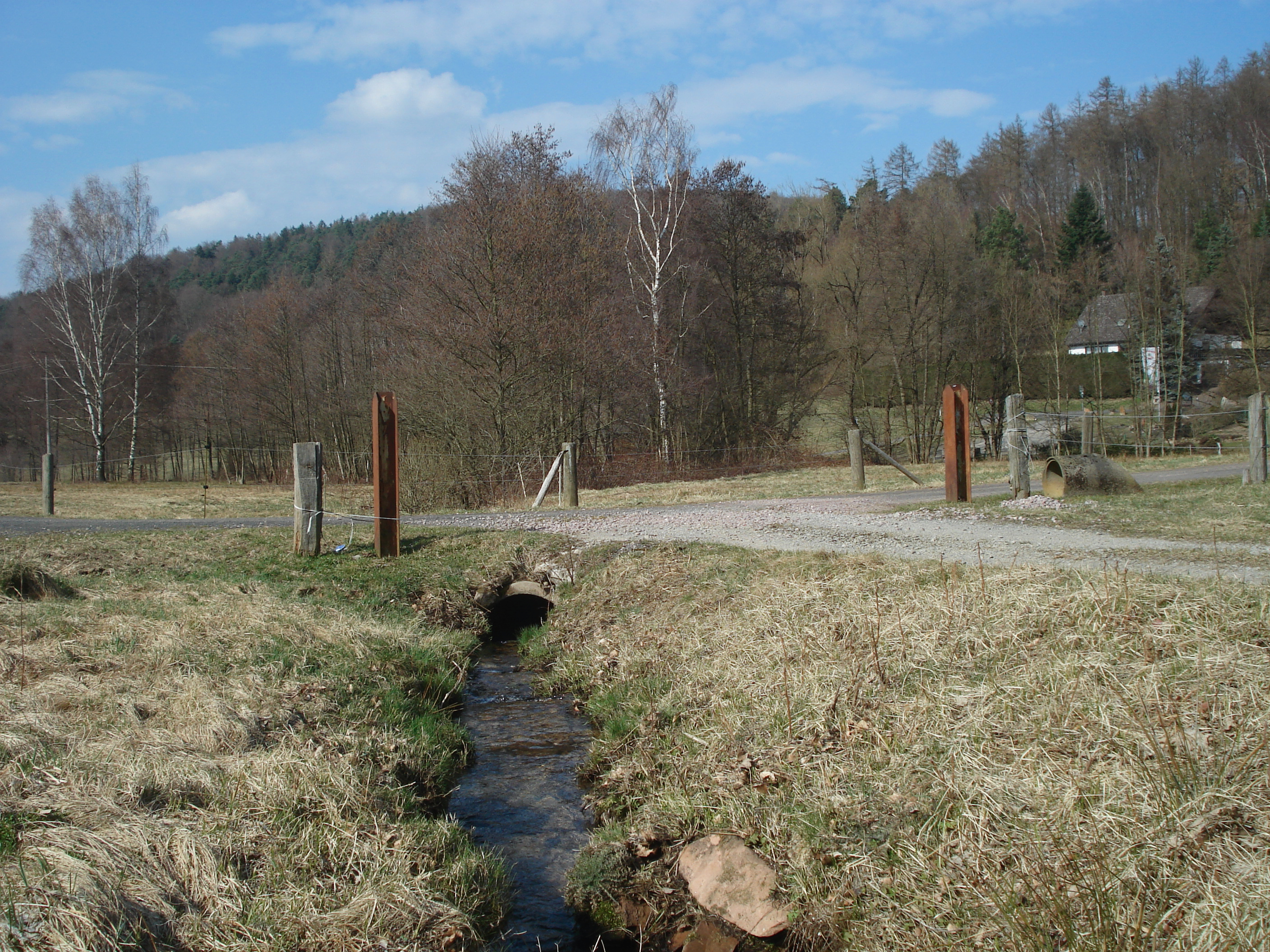
比謝爾巴赫河（卡爾河支流）

比謝爾巴赫河（德語：Büchelbach），是德國的河流，位於該國東南部，由巴伐利亞負責管轄，屬於卡爾河的左支流，河道全長0.6公里，流域面積3.3平方公里。